# 贝拉德罗
贝拉德罗 是巴拿马奇里基省托莱区的一个城市。 该市面积为51.1平方（19.7平方英里），2010年时人口为1,727，故其人口密度为33.8名居民每平方（88名居民每平方英里）。贝拉德罗设立于1997年3月10日。2000年时该市人口为1,575人。